# Metaltella
Genre
Synonymes
- Aebutinoides Mello-Leitão, 1943
- Exlinea Lehtinen, 1967

Metaltella est un genre d'araignées aranéomorphes de la famille des Desidae.

## Distribution
Les espèces de ce genre se rencontrent en Argentine, au Chili, au Brésil, en Uruguay et au Pérou. Metaltella simoni a été introduite aux États-Unis et au Canada.

## Liste des espèces
Selon World Spider Catalog (version 18.5, 18/11/2017) :
- Metaltella arcoiris (Mello-Leitão, 1943)
- Metaltella iheringi (Keyserling, 1891)
- Metaltella imitans (Mello-Leitão, 1940)
- Metaltella rorulenta (Nicolet, 1849)
- Metaltella simoni (Keyserling, 1878)
- Metaltella tigrina (Mello-Leitão, 1943)

## Publication originale
- Mello-Leitão, 1931 : Notas sobre arachnidos argentinos. Annaes da Academia Brasileira de Ciênca, vol. 3, p. 83-97.